# Urani empobrit
L'urani empobrit és una barreja dels diversos isòtops de l'urani tal que el seu percentatge en isòtop U-235 és inferior a la natural, és a dir, inferior al 0,71%. Es tracta d'un residu d'alguns processos, com l'enriquiment i el reprocessament de l'urani per a usar-lo en diverses aplicacions, principalment armes nuclears i combustibles d'algunes centrals nuclears (altres usen urani natural).
Actualment s'enterra sota terra o sota el mar, tot i que una part es pot reciclar per a fer-ne MOX. Aquest reciclatge no sempre dona beneficis econòmics però permet disminuir la quantitat de residus radioactius a enterrar. Una alternativa és no produir urani empobrit, per exemple no produint armament nuclear i usar urani natural (no enriquit) com a combustible a les centrals.
Es tracta d'un producte radioactiu i tòxic que pot provocar càncer de pell i càncer de pulmó.

### Residu del procés d'enriquiment d'urani
L'urani natural es compon de tres isòtops: l'U-238 majoritàriament (99,28%); l'U-235 (0,71%), i l'U-234 (0,0054%). L'urani natural es pot  enriquir  (és a dir, es concentra en U-235) per al seu ús en aplicacions militars (propulsió nuclear i armes nuclears) i en algunes aplicacions civils (reactors nuclears de producció elèctrica). El residu del procés d'enriquiment, que consisteix sobretot en U-238, és el que s'anomena urani empobrit. La seva composició depèn del grau d'enriquiment, i uns valors finals típics 99,8% U-238; 0,2% U-235 i 0,001% U-234. L'urani empobrit conté només d'un 0,2% a un 0,4% de U-235, el restant és concentrat en l'urani enriquit. Els isòtops U-235 i U-234 són també radioactius.

### Residu de combustibles nuclears usats
L'urani enriquit o lleugerament enriquit és utilitzat en alguns tipus reactors nuclears de fissió nuclear. L'urani natural o poc o molt enriquit és un combustible que es comporta com una pila, en el sentit que aquest es va consumint fins que "s'acaba", que no vol dir que desaparegui, sinó que ja no pot crear més energia útil. El que fa l'urani, com ocorre a les piles químiques o al Sol, és que per mitjà de reaccions (nuclears, al cas de l'urani i del Sol; químiques al cas de la pila química) va canviant a poc a poc la seva composició, fins que ja no pot fer més reaccions. Com ocorre amb les piles d'un rellotge, per exemple, quan s'acaba cal treure'l i tornar a posar pastilles noves de combustible. Les pastilles velles, gastades, són residus que ja no contenen U-235, o en tenen poc, però es tracta igualment de residus radioactius, que conté elements tant o més perillosos que el U-235, com per exemple plutoni, neptuni, americi, U-236 (isòtop de l'urani antropogènic), U-238, etc. La majoria són elements de la cadena de l'Urani-235, que són també radioactius.

### Reciclatge
Pocs governs han destinat diners a la investigació i desenvolupament de mètodes per a tractar aquests residus, de manera que el que es fa més sovint és enterrar-los sota terra o sota el mar, en magatzems de formigó. Només alguns pocs països, que tenen molt plutoni i urani empobrit en general pels seus usos militars, de vegades fan un reciclatge parcial de l'urani empobrit, barrejant-lo amb plutoni (93% d'urani i 3% de plutoni) per a fabricar un combustible que es pot usar en certes centrals nuclears i que s'anomena MOX.
Els països que utilitzen el reprocés de combustible nuclear per a fabricar MOX són en l'actualitat França, Gran Bretanya, Rússia, Japó i Índia. La Xina compta produir-lo pròximament. Només Japó no usa urani provinent d'armament nuclear per a fer-lo. Als Estats Units està prohibit per la seva perillositat i perquè es considera que promou la proliferació d'armament nuclear.
La major part de l'urani empobrit produït es guarda en forma de hexafluorur d'urani (UF₆) en cilindres d'acer de 12'7 tones que s'emmagatzemen a prop de les plantes d'enriquiment.

## Propietats
El metall d'urani empobrit té una densitat extremadament alta (19 kg/l), una mica més gran que la de l'urani natural i molt més gran que la del plom. Aquesta propietat s'havia aprofitat per a algunes aplicacions en el passat, tot i que actualment la majoria s'han deixat de fer (les militars amb fins mortals no) perquè se sap que és un material cancerigen.

## Toxicologia
L'urani empobrit té una vida mitjana comparable a l'edat de la Terra i una alta radioactivitat, aproximadament un 60% de la de l'urani natural. Com l'urani natural, és tòxic a causa del seu comportament com metall pesant en l'organisme.

### Per la seva química
L'urani és tòxic no només per la seva radioactivitat sinó, com també altres metalls pesants, com per exemple el plom, per la seva química, precisament a causa del seu comportament com metall pesant en l'organisme. A causa d'això pot causar trastorns renals i en la sang. També pot provocar certes malalties a mitjà i llarg termini, típicament càncers, si és ingerit com a part de la dieta o si és inhalat.
Els límits d'incorporació d'urani empobrit en forma química soluble en l'organisme, fixats per raons toxicològiques, són de 0,5 micrograms per quilo de pes corporal, que traduït per un adult normal són: 
- Per inhalació: una concentració en aire d'1 μg/m³.
- Per ingestió: 11 mg/any ingerits.

Si la forma química en què es troba l'urani és insoluble, aquests límits són deu vegades més grans.
El tractament a causa d'una intoxicació (ingestió molt superior a aquests límits) d'urani empobrit només s'ha de fer en hospitals especialitzats i consisteix en una transfusió intravenosa lenta d'hidrogencarbonat de sodi a l'1,4% isotònic per incrementar l'excreció via orina i excrements de l'urani.
El novembre de 2006 un equip francès d'investigació va anunciar que fins i tot dosis molt petites d'urani empobrit poden tenir efectes sobre l'organisme, en particular efectes cognitius. Van constatar experimentalment que el metall s'acumulava al cervell de les rates, això va tenir com a conseqüència en les rates una disminució de la memòria ja a curt termini, un augment de l'estrès i un augment de la durada del son paradoxal.

### Per la seva radioactivitat
L'exposició a l'urani, empobrit o no, com a sòlid compacte no es pot fer directament sinó que es necessiten guants especials i ulleres de protecció, el seu contacte continuat pot provocar càncer de pell entre altres malalties. També cal una mascareta, ja que si es respira, perquè es troba en forma de gas o de pols, per exemple, pot provocar sobretot càncer a les vies respiratòries (boca, esòfag, pulmó, etc.) i excretores (ronyó, penis, etc.) i en menor mesura a altres òrgans o a la sang. Una dona embarassada o abans d'estar-ho (ja que el seu cos manté la radiació durant anys) pot transmetre la radiació al fetus, que pot morir o néixer amb múltiples malalties molt greus, deformacions i mutacions.
L'OMS recomana realitzar una descontaminació de les zones d'impacte de munició d'urani empobrit després d'un conflicte si queda sobre el terreny un nombre important de projectils. Mentre es fa la neteja, és aconsellable acordonar la zona. Un terreny també pot quedar contaminat d'urani empobrit a causa d'una fuita accidental en una indústria de processament d'aquest o d'una central nuclear a la qual s'utilitzi com a combustible (centrals amb MOX).

## Aplicacions
L'urani empobrit és un producte secundari que s'obté inevitablement en l'enriquiment de l'urani. Les aplicacions s'han buscat per a poder aprofitar i donar un valor a aquest residu, però no és un producte que es fabriqui expressament com a producte final i en general les aplicacions que se li donen podrien estar fetes amb altres materials. Novament, més que d'aplicacions pròpiament dites es tracta més aviat de reciclatge d'un residu. Aquestes tenen en compte les seves propietats físiques positives, com la seva alta densitat, i els seus potencials efectes negatius sobre la salut.
Pel sector i tecnologies que generen aquest material, les aplicacions actuals són principalment militars, i fins i tot el combustible nuclear, l'única aplicació civil, és polèmica, ja que per a alguns promou la proliferació d'armament nuclear.

### Aplicacions militars

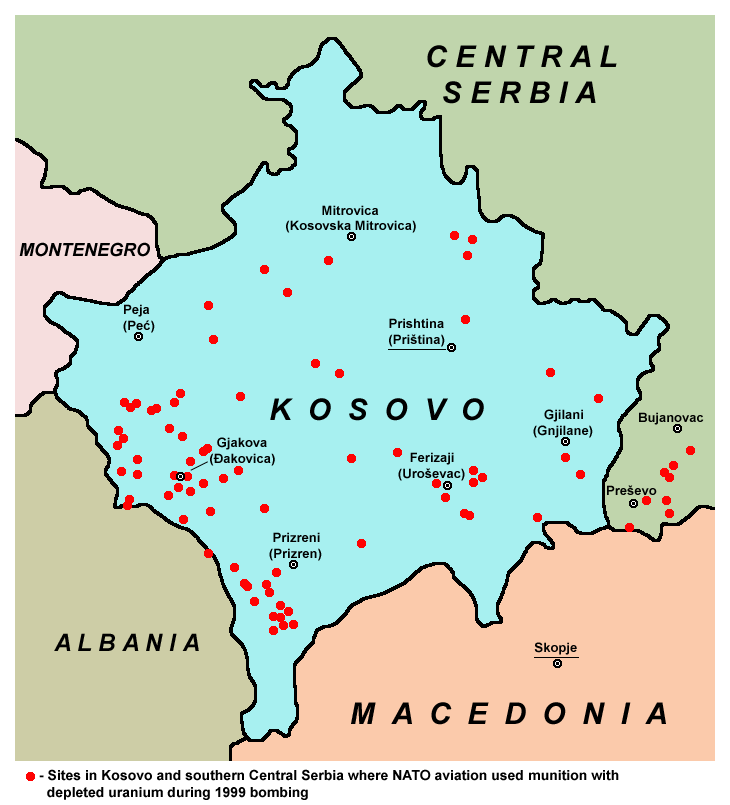
Llocs de Kosovo i Sèrbia on l'aviació de l'OTAN va utilitzar municions prohibides amb urani empobrit durant els bombardejos de 1999

El principi de la munició antiblindatge consisteix a impulsar un nucli metàl·lic dens a alta velocitat per així concentrar un màxim d'energia cinètica en el punt d'impacte. Els dos metalls usats en aquesta aplicació són el tungstè i un aliatge d'urani empobrit i titani anomenat  staballoy . Encara que el tungstè és lleugerament més dens, l'urani empobrit té dos avantatges. En primer lloc, la seva fractura en l'impacte genera fragments afilats, que penetren millor el blindatge. En segon lloc, és pirofòric, és a dir, s'inflama espontàniament al contacte amb l'aire per sobre de certa temperatura (típicament 600 °C). Així, quan un obús d'urani empobrit arriba a un blanc no només penetra el blindatge sinó que a més s'inflama en arribar a l'interior del vehicle, incinerant a la tripulació o deslligant l'explosió del combustible o les municions.
Es creu que entre 17 i 20 països inclouen o fabriquen munició els nuclis de la qual tenen com a principal component ogives d'urani empobrit (munició d'urani empobrit) encara que només els Estats Units I el Regne Unit han admès haver-ne usat, en particular en els conflictes de Bòsnia (1995), Kosovo (1998) i Iraq (1991 i 2003).
L'alta densitat de l'urani empobrit també el fa adequat per a incorporar-lo a blindatges de carros de combat. Es creu que el M1 Abrams nord-americà és un exemple d'aquest ús.
Existeix una controvèrsia sobre si les armes a base d'urani empobrit haurien de ser prohibides per les convencions internacionals. L'argument dels seus detractors és que l'urani es polvoritza en l'explosió, formant núvols de partícules radioactives que contaminen amplis territoris. En 2001 l'ONU va esbrinar que, contràriament al que assumit anteriorment, la munició d'urani empobrit estatunidenca conté plutoni i prové, per tant, de plantes de reprocessament, no d'enriquiment, per la qual cosa la seva radioactivitat és més alta del que es creia. L'exèrcit estatunidenc ho va admetre i va prendre mesures per corregir-ho.

### Aplicacions civils
Per la seva alta densitat l'urani empobrit s'utilitza en la fabricació de contrapesos a estabilitzadors per avions, estabilitzadors de satèl·lits artificials i llasts de vaixells, contrapesos per giròscops o perforadores i blindatges per les fonts radioactives utilitzades en medicina i en la indústria. També s'ha utilitzat en el passat per fer esmalts i vidres de colors. Aquests usos han estat abandonats en les últimes dècades per la preocupació sobre els efectes tòxics i radioactius de l'urani sobre la salut.
En l'actualitat s'usa al Japó i a diversos països amb armament nuclear (França, Regne Unit, etc.), mesclat amb plutoni, per a obtenir el combustible nuclear MOX.

## Inventari mundial d'urani empobrit
| País               | Organització | Tones emmagatzemades | Data |
| ------------------ | ------------ | -------------------- | ---- |
| Plantilla:Bandera2 | FAEA         | 709.000              | 2003 |
| Estats Units       | DOE          | 480.000              | 2002 |
| França             | COGEMA       | 190.000              | 2001 |
| Regne Unit         | BNFL         | 30.000               | 2001 |
| Alemanya           | Urenco       | 16.000               | 1999 |
| Japó               | JNFL         | 10.000               | 2001 |
| R.P. de la Xina    | CNNC         | 2000                 | 2000 |
| Corea del Sud      | KAERI        | 200                  | 2002 |
| Sud-àfrica         | Necso        | 83                   | 2001 |
| TOTAL              |              | 1.720.000            | 2003 |
 Font:  WISE Uranium Project